# Turks i Caicos na Mistrzostwach Świata w Lekkoatletyce 2017
Turks i Caicos na Mistrzostwach Świata w Lekkoatletyce 2017 – reprezentacja Turks i Caicos podczas Mistrzostw Świata w Londynie liczyła 1 zawodnika, który nie zdobył medalu.

## Rezultaty
| Zawodnik        | Konkurencja        | Eliminacje | Eliminacje | Półfinał | Półfinał | Finał    | Finał   |
| Zawodnik        | Konkurencja        | Rezultat   | Pozycja    | Rezultat | Pozycja  | Rezultat | Pozycja |
| --------------- | ------------------ | ---------- | ---------- | -------- | -------- | -------- | ------- |
| Ifeanyi Otuonye | Bieg na 200 metrów | 21,91      | 43.        | NQ       | NQ       | NQ       | NQ      |